# Air Inter
Air Inter (Code AITA : IT ; code OACI : ITF) était une compagnie aérienne intérieure française qui a existé du 16 mars 1958 jusqu'à sa fusion complète avec Air France intervenue le 1er avril 1997, fusion commencée dès 1990, sous le nom d'Air Inter Europe.
Néanmoins, le projet d'une compagnie intérieure française existe depuis 1954 et reprend un projet imaginé dès les années 1930 (Air Bleu).

## La compagnie

1er logotype de la compagnie Air Inter à la fin des années 1950.

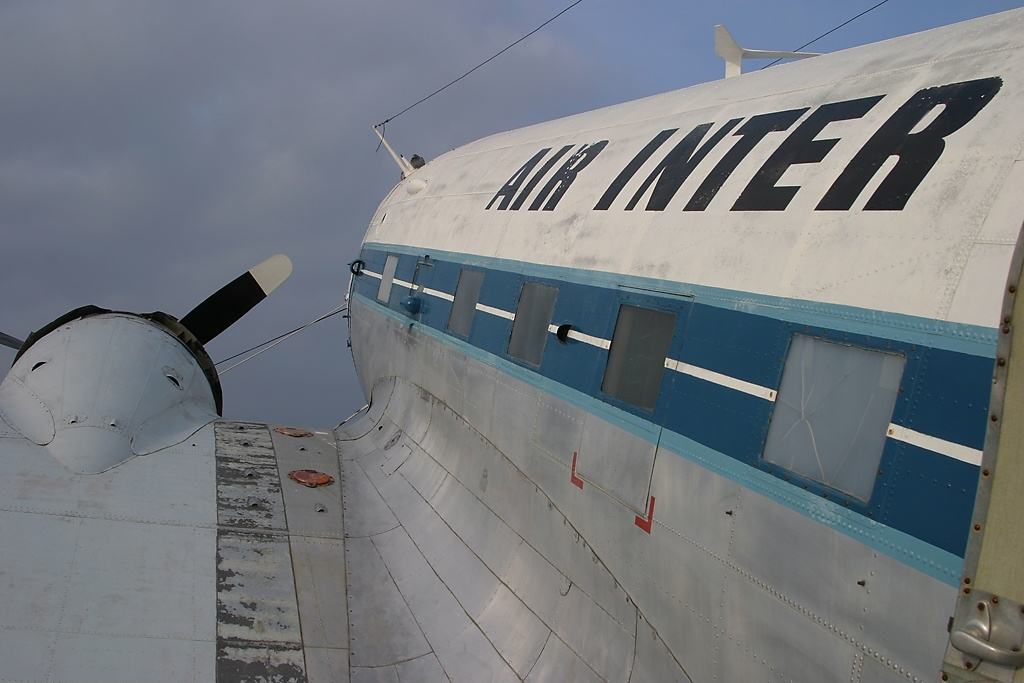
Un Douglas DC-3 d'Air Inter.

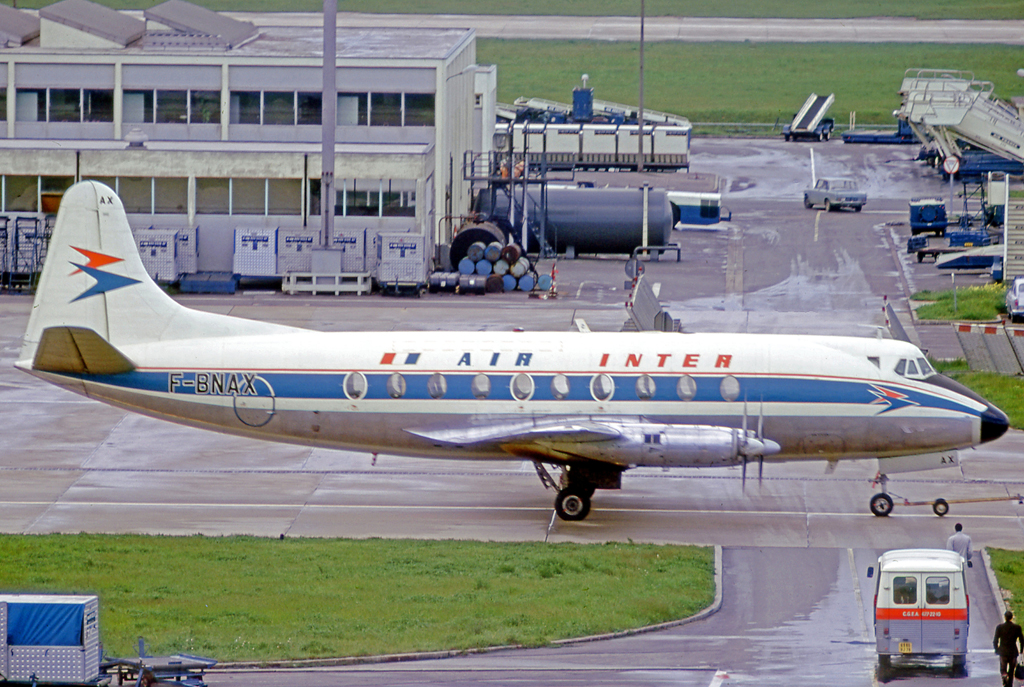
Vickers Viscount d'Air Inter à Orly en 1973.

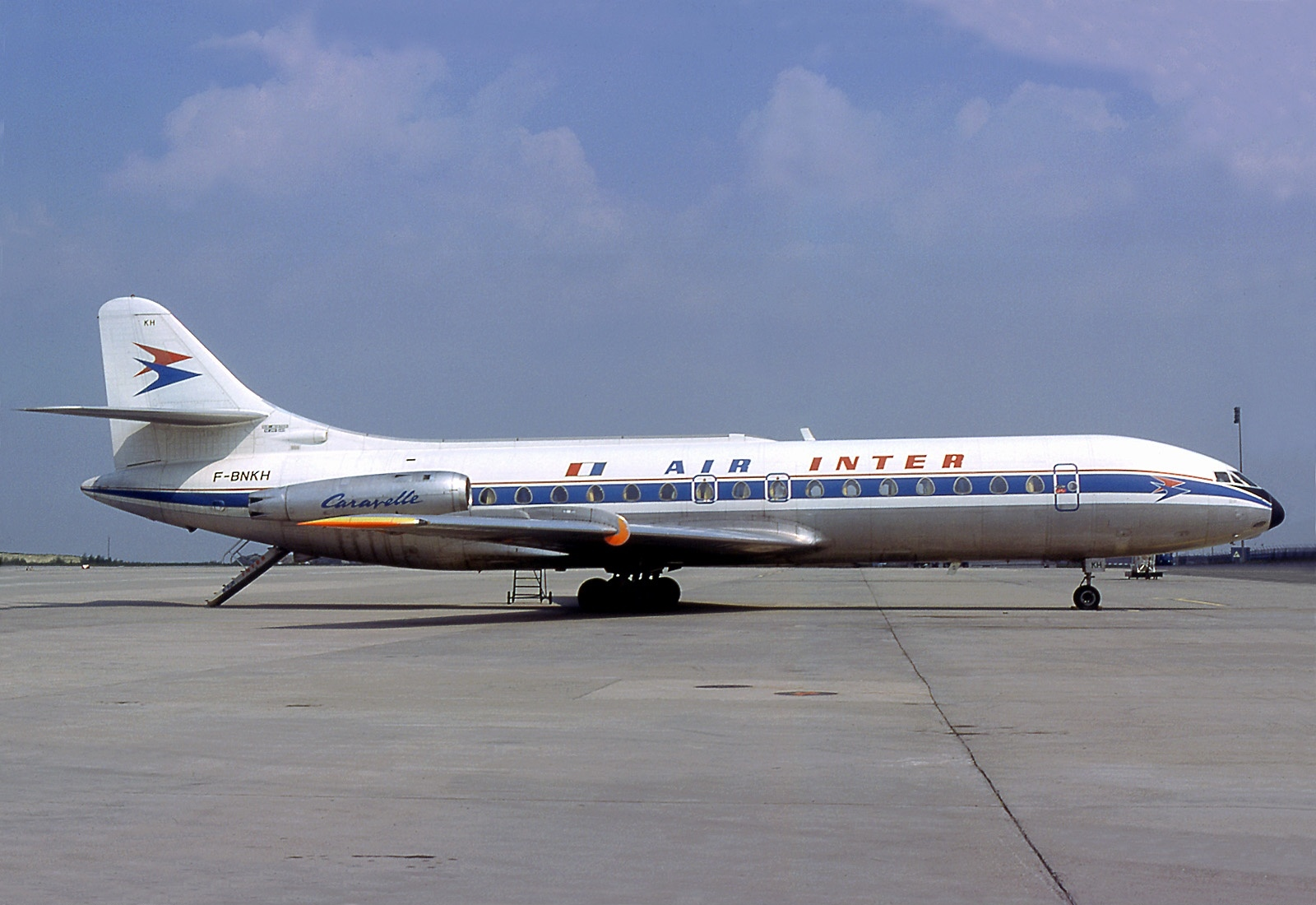
Caravelle III d'Air Inter à Roissy en 1977.

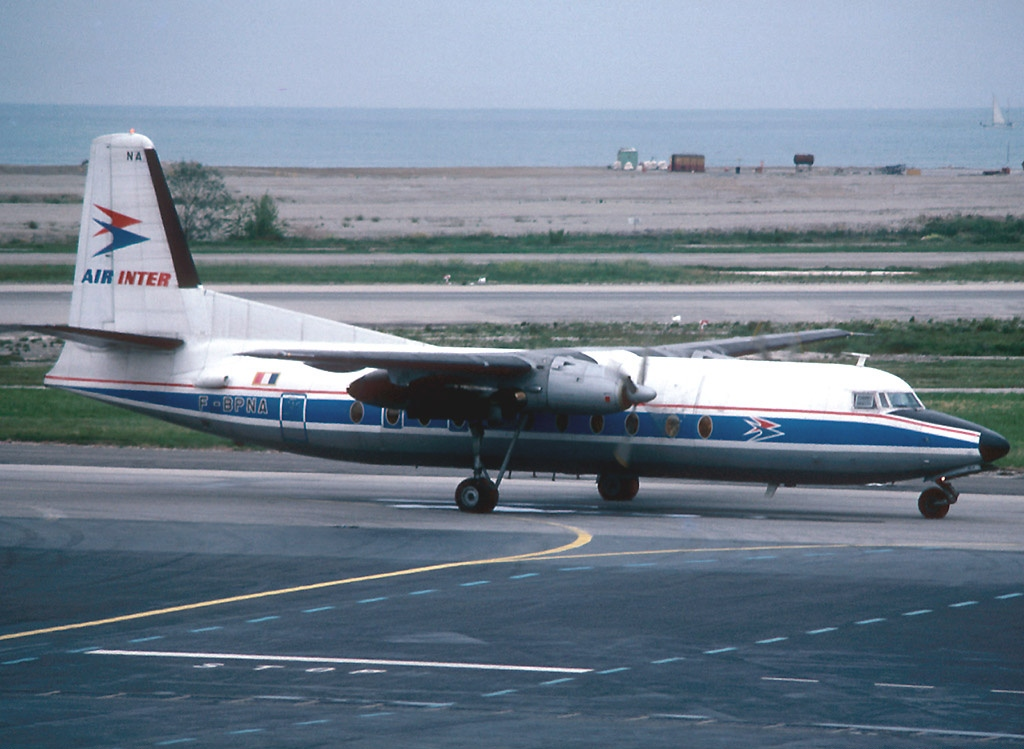
Fokker F27-500 d'Air Inter à Nice en 1980.

logotype de la compagnie Air Inter des années 1980-1990.

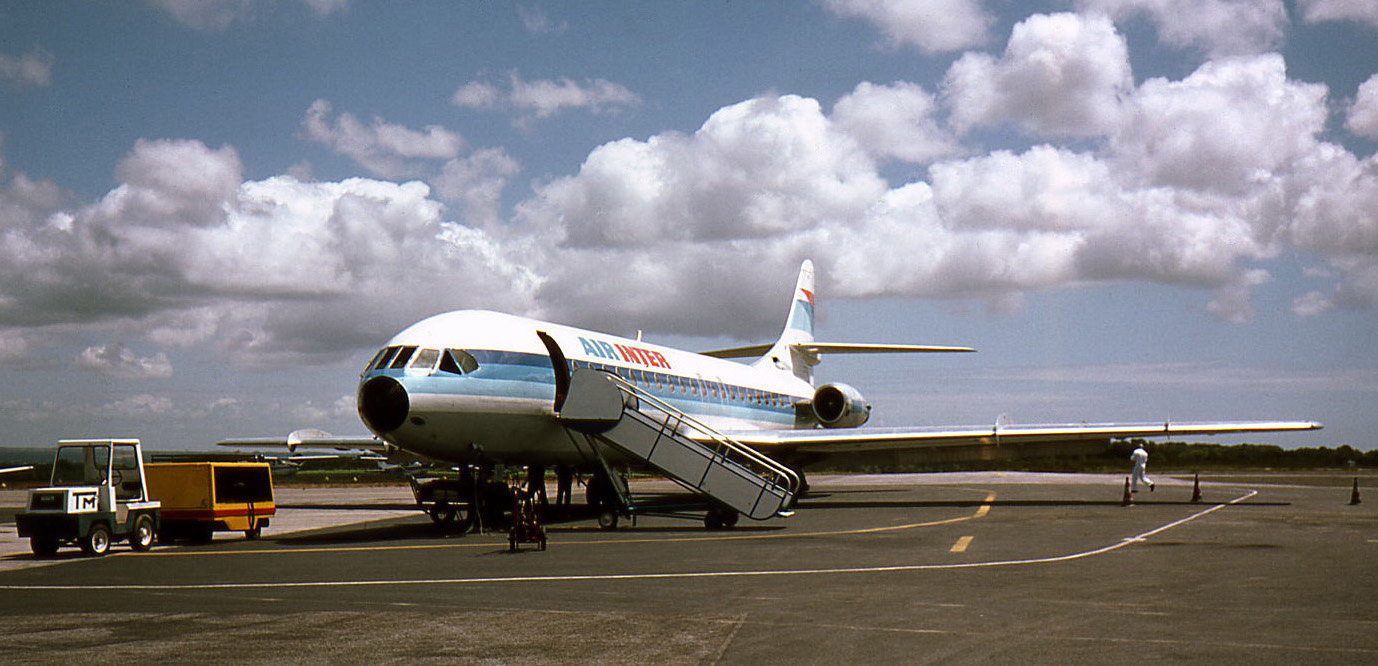
Une Caravelle 12 d'Air Inter sur le tarmac de l'aéroport de Quimper.

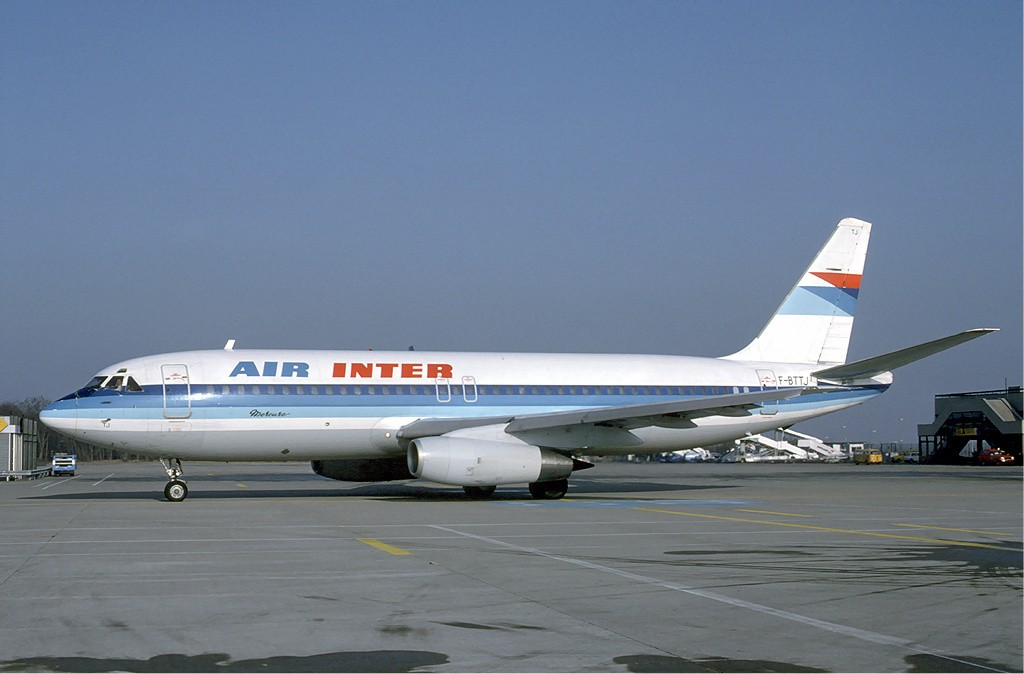
Un Dassault Mercure d'Air Inter en 1985.

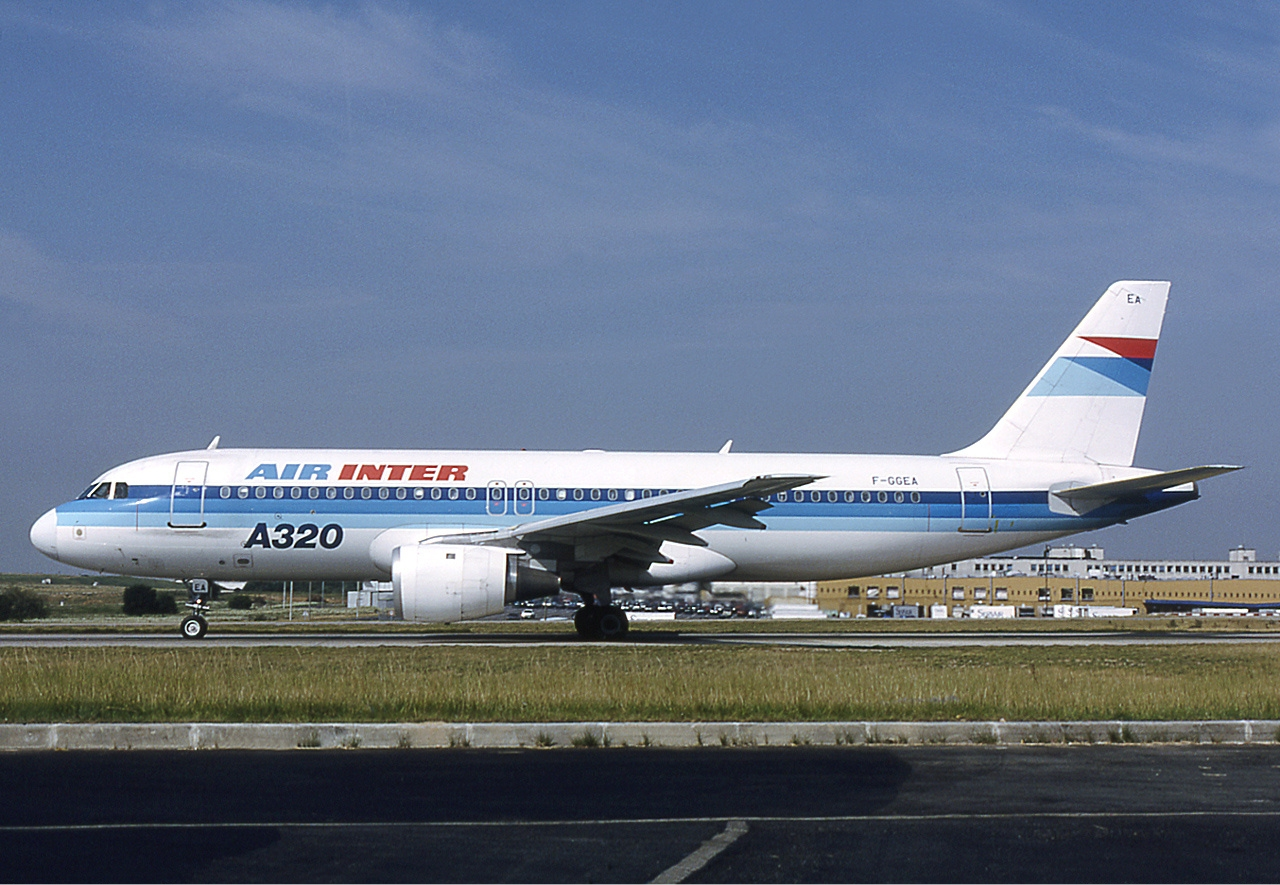
Un Airbus A320 d'Air Inter à Roissy en 1991.

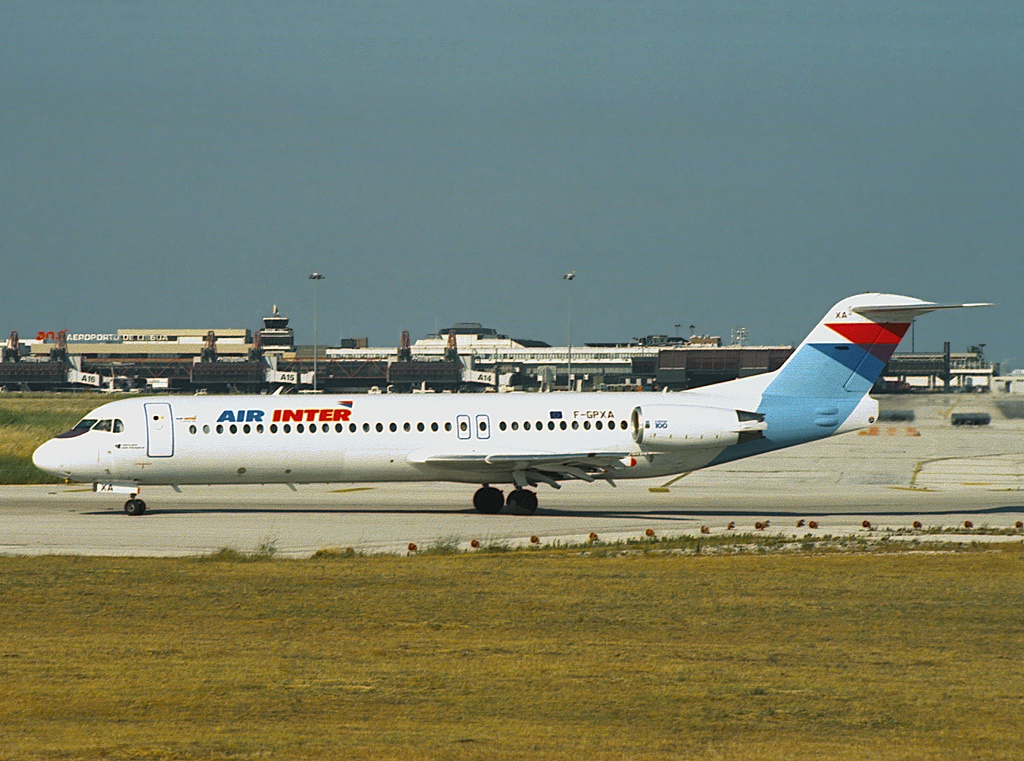
Un Fokker 100 d'Air Inter à Lisbonne.

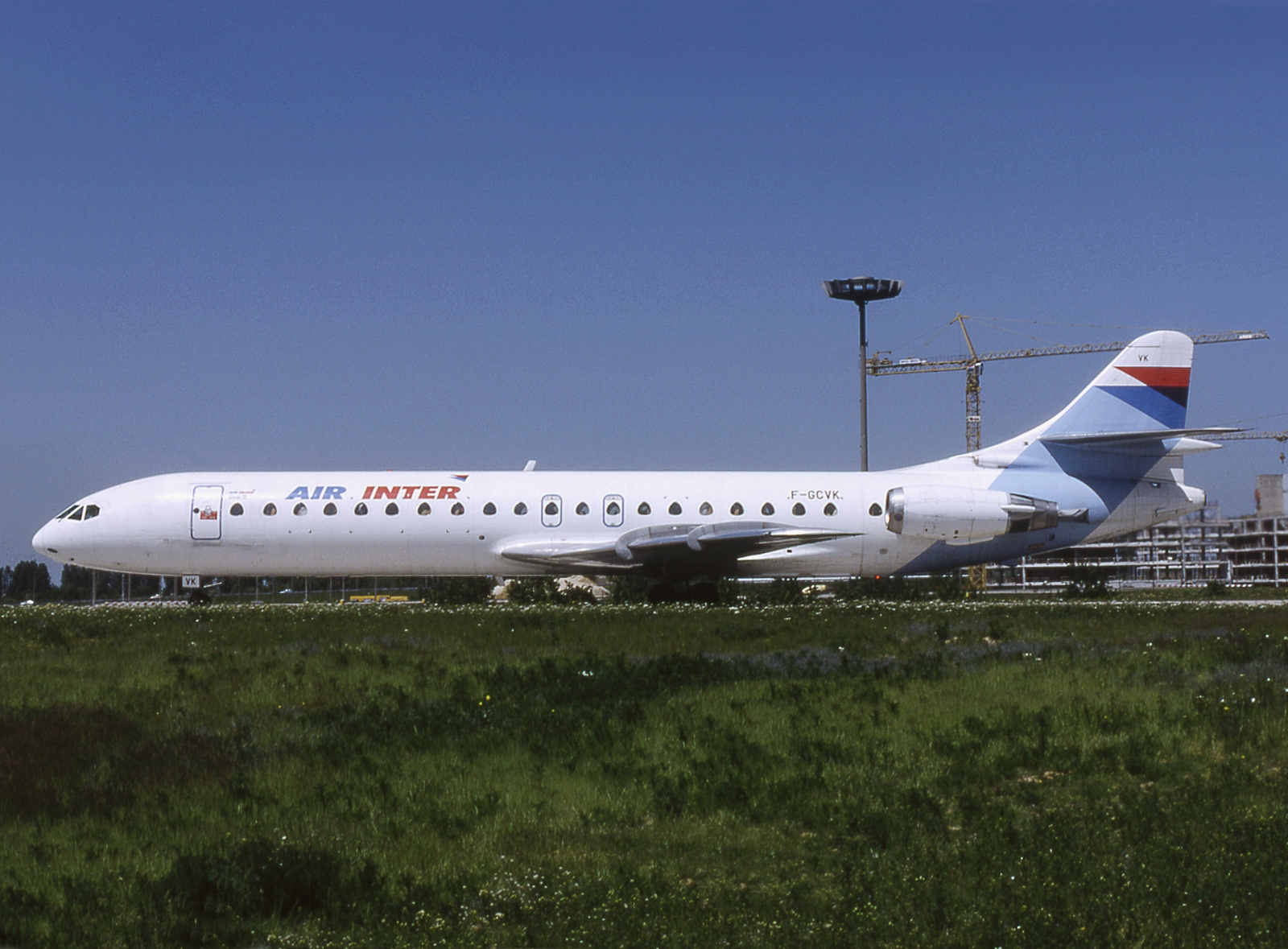
Une Caravelle d'Air Inter.

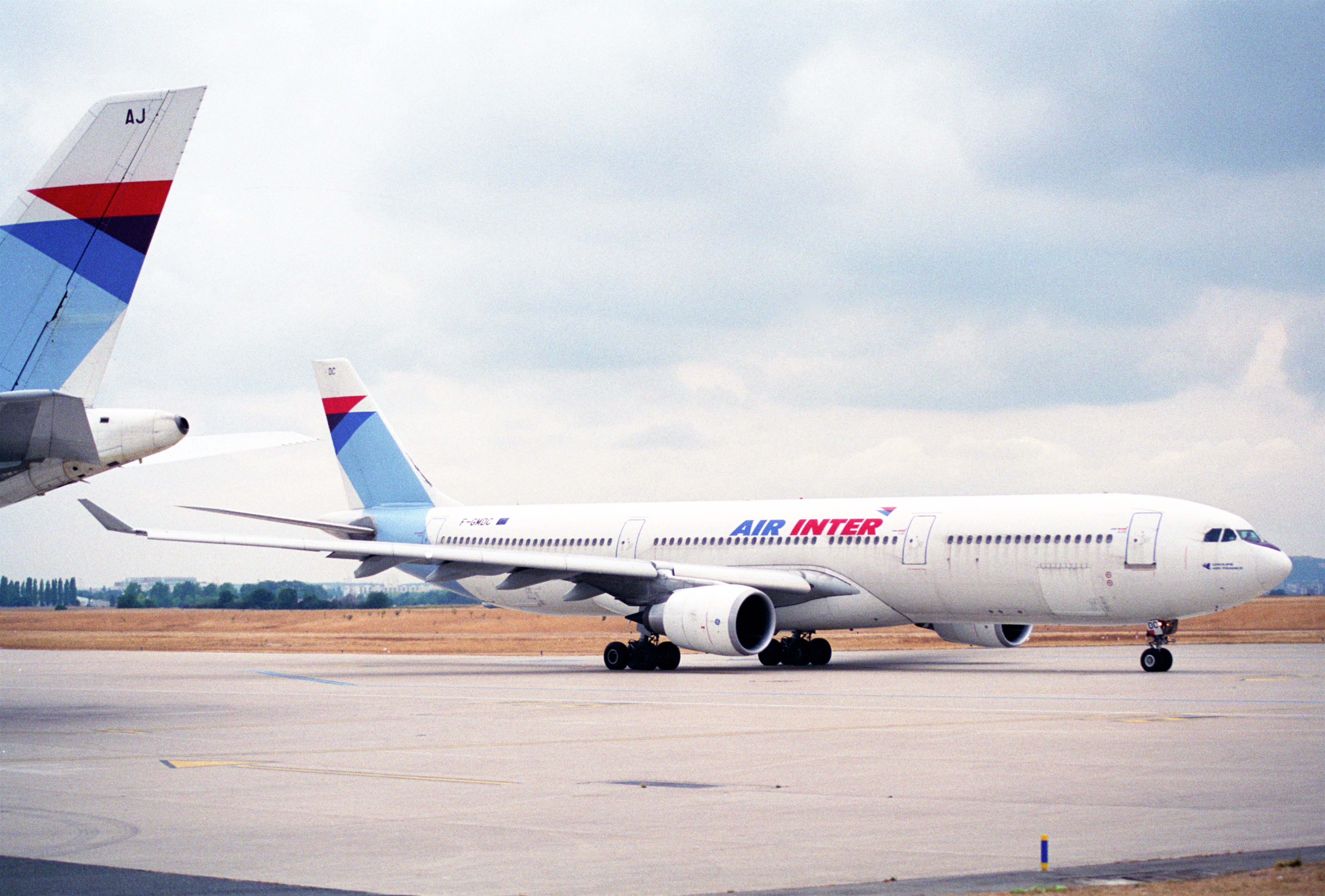
La flotte d'A330, moyen-courrier, dut rapidement quitter l'Air Inter.

Identité visuelle d'Air Inter Europe (1993-1997).

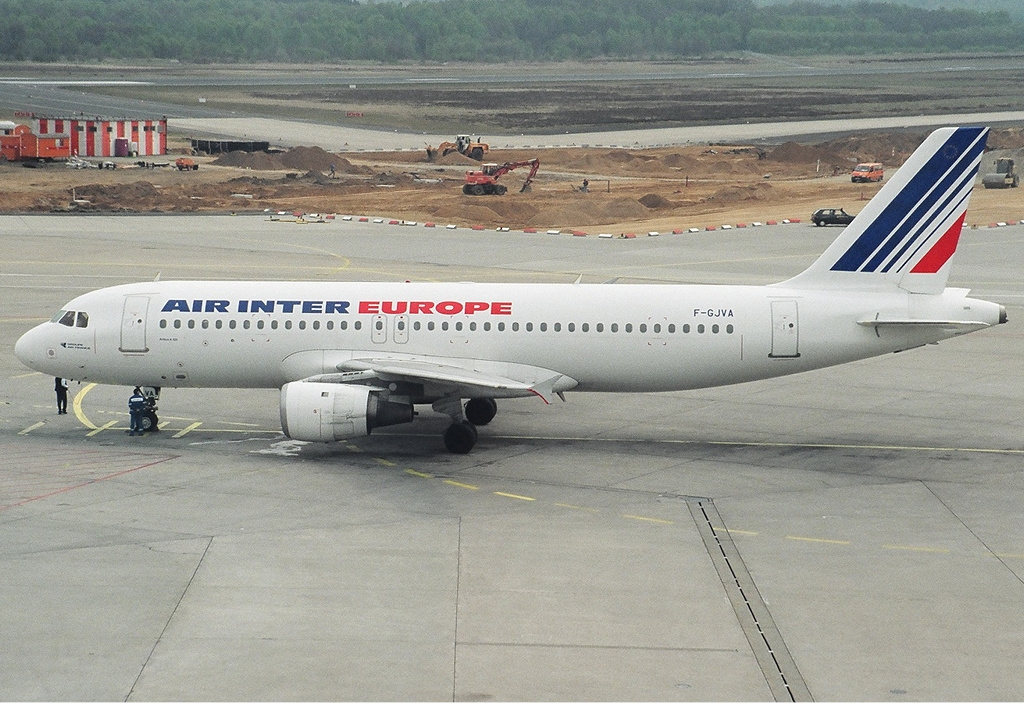
Un Airbus A320 avec la livrée d'Air Inter Europe.

Caractérisée par un service simple (pas d'attribution des sièges avant l'embarquement), elle fut une des premières compagnies aériennes à introduire des formules qui font désormais le succès des compagnies à bas coûts (restauration payante à la place) ainsi que le yield management  avec son calendrier « bleu-blanc-rouge » qui avait pour but d'adapter le prix du voyage à la demande.
C'est en 1989, avec l'arrivée de l'Airbus A320, que la compagnie passe progressivement à un seul modèle d'avion.
Elle a aussi connu dans sa flotte des Nord 262, des Viscount, des Caravelle, des Fokker 27 et 100, des Dassault Mercure, des Airbus A321, des Airbus A300 et des Airbus A330, achetés en 1994.
Air Inter a même loué quatre Boeing 747, un à Air France immatriculé [F-BPVD] en « coque nue » pour la période du 1er avril 1988 au 31 mars 1989 du dimanche après-midi au vendredi midi car  l'avion redevenait à Air France le temps d'un aller-retour vers Pointe-à-Pitre ou Fort-de-France le week-end, deux autres à Cargolux immatriculés LX-MCV et LCV en 1986 et 1987, et un quatrième immatriculé N204AE en 1986 et 1987.

## Histoire
Air Inter (société anonyme « Lignes intérieures Air Inter ») est fondée le 12 novembre 1954. Les principaux actionnaires sont Air France et la SNCF (24 % chacun). Edouard Catalogne était nommé 1er Président d'Air Inter.
Le premier vol commercial se déroule le 16 mars 1958 entre Strasbourg et Paris (Le Bourget) en Douglas DC-3.
Cette année-là, Air Inter exploite également les lignes Paris-Marseille en Douglas DC-4, Nice-Marseille-Toulouse-Bordeaux-Nantes et Nice-Marseille-Lourdes-Bordeaux-Nantes en Douglas DC-3.
À l'hiver 1958-1959, Air Inter exploite les lignes Paris (Orly Sud)-Nice, Paris-Lyon (Bron), Paris (Le Bourget)-Strasbourg, Paris (Orly Nord)-Nantes, Nantes-Bordeaux-Lourdes-Toulouse-Marseille-Nice.
Les services réguliers ne commencent qu'en 1960 après une décision du 23 février 1960 lui donnant le monopole du transport aérien en France métropolitaine.
L'amiral Paul Hébrard prend la tête de la compagnie en 1960.
Air Inter exploite des lignes saisonnières à l'été 1960 vers des stations balnéaires de bord de mer de renommées. Elle vole de Paris (Le Bourget) vers Toulouse (6 juin 1960) en Vickers Viking, Paris (Orly Sud) vers Lourdes/Tarbes en Vickers Viscount, Paris (Orly Nord) vers Dinard et Quimper en Dougles DC-3, Paris (Orly Sud) vers Biarritz en Vickers Viscount, Paris (Orly Sud) vers La Baule en Vickers Viscount et Biarritz vers Lourdes/Tarbes et Nice en Vickers Viscount.
À partir de là, Air Inter étoffe ses escales en ajoutant Brest, Lorient (1961), Lille, Mulhouse, Vichy, Nîmes, Pau et Perpignan puis Rennes et Clermon-Ferrand, étoffées à la fin des années 1960 par Saint-Brieuc, Deauville, Toulon-Hyères (1967), Ajaccio, Bastia, Metz, Grenoble et Montpellier.
Pour l'année 1963, Air Inter dispose en propre de 7 Vickers Viscount ainsi que de deux Vickers Viking affrétés à Air Nautic, les premiers pour les lignes à plus forte densité tandis que les seconds sont affectés aux liaisons moins chargées. Parallèlement, et ce dès l'année 1962, les Pouvoirs publics apportent une aide financière aux collectivités régionales sur les lignes les plus défavorisées.
Ces aides, ainsi que la volonté de la direction d'adopter des appareils plus modernes, doivent alors permettre l'ouverture des lignes Paris-Mulhouse et Mulhouse-Lyon ainsi que l'augmentation des fréquences sur les Paris-Lyon et Paris-Bordeaux.
C'est également en 1963 que la création d'un centre technique pour l'entretien des appareils est envisagé à Lyon-Bron.
Le 9 janvier 1969, une Caravelle de la compagnie Air Inter, avec cinquante et un passagers à bord, effectue le premier atterrissage « Phase III » sans visibilité, grâce au système d'atterrissage automatique « SUD-LEAR » permettant de se poser avec vingt mètres de plafond et deux cents mètres de visibilité horizontale. Ce premier atterrissage avec passagers est « une première mondiale » car aucune compagnie au monde n'avait encore été autorisée à se poser dans de telles conditions de visibilité.
Au départ de l'amiral Hébrard en 1970, Air Inter assure 200 vols quotidiens, avec 40 avions et 2,4 millions de passagers annuels.

### Renouveau de la flotte et concurrence (années 1980–1990)

#### Ouverture du ciel français à la concurrence (1987–1993)
Jusqu'à la fin des années 1980, Air Inter détient un monopole sur de nombreuses lignes intérieures. Avec la mise en application de l'Acte unique européen, le ciel français est ouvert à la concurrence en plusieurs étapes :
- En 1987, Nouvelles Frontières et Corsair sont autorisés à opérer des vols charters entre Paris et plusieurs villes de province (Toulouse dans un premier temps puis Ajaccio, Bastia, Biarritz, Brest, Clermont-Ferrand et Marseille)
- En 1990 intervient l'acte majeur de l'ouverture à la concurrence, 8 lignes radiales au départ de Paris[15] sont ouvertes aux concurrents d'Air Inter.

Cette mise en concurrence entraîne l'émergence de nouveaux acteurs (Air Liberté, AOM, TAT...) qui prennent des parts de marchés à Air Inter sur ses lignes intérieures les plus rentables. Air Inter estime en 1995 avoir perdu 1 300 000 clients au profit de ses trois concurrents.

#### Conjoncture difficile (1994–1996)
Avant sa fusion avec Air France, Air Inter exploite également des Airbus A330, destinés à remplacer ses A300 vieillis. Ces appareils, dont la compagnie est client de lancement, sont déployés sur certaines lignes principales comme Orly–Marseille ou Orly–Toulouse. Ces A330 sont aussi affrétés par la compagnie Air Charter notamment sur les destinations méridionales comme Palma. Or, cet appareil, conçu comme moyen-courrier, est trop grand pour les lignes d'Air Inter. De surcroît, l'A330 subit quelques problèmes techniques liés à l'immaturité.
Air Inter est très fortement bousculée par la concurrence des nouveaux acteurs, en particulier AOM et Air Liberté. Air Inter engage une importante offensive tarifaire à partir du 6 juin 1995 : la compagnie applique une réduction de 100 FRF (23,78 EUR2023) par billet quel que soit le tarif initial ou la destination. La compagnie espère compenser le manque à gagner de cette réduction par une augmentation du nombre de passagers et des gains de parts de marché. Les compagnies concurrentes s'alignent, comme AOM qui propose la même offre sur les lignes où elle est en concurrence avec Air Inter.
Air France Europe (successeur d'Air Inter) annonce en juin 1996 la fermeture de 18 lignes déficitaires,. L'objectif est double : 
- Libérer des créneaux horaires pour les attribuer à la Navette dont le lancement est prévu à l'automne 1996.
- Réduire les pertes d'Air France Europe, les 18 lignes fermées permettant une amélioration du résultat d'exploitation de près de 350 millions de francs par an.

Avant sa fusion avec Air France en 1997, Air Inter lance en novembre 1996 le service La Navette entre Paris Orly et Toulouse, mais aussi Marseille, Nice, Bordeaux (ouvert en 1999) et Montpellier (ouvert en 2016). L'idée est d'offrir des vols tout au long de la journée à un fort cadencement : 1h en heures creuses et un vol toutes les 30 minutes en heures de pointe. Ce service est maintenu après la disparition d'Air Inter sous la marque Air France.
Le dernier vol d'Air Inter intervient le 31 décembre 1995 entre Ajaccio et Paris (Vol IT 5046). Le 01 janvier 1996, Air Inter devient Air Inter Europe.

## Accidents
Trois accidents ont marqué l'histoire de la compagnie. Les circonstances sont assez proches :
- Le 12 août 1963, un Vickers Viscount de la Compagnie Air Inter, immatriculé F-BGNV, venant de Lille s'écrase en approche de Lyon à Tramoyes tuant 15 des 16 occupants (dont 4 membres d'équipage) et 1 personne au sol ;

- Le 27 octobre 1972, le vol IT 696 Y d'Air Inter assuré par le Vickers Viscount 724 (F-BMCH) en provenance de Lyon-Bron s'écrase vers 19 h 20 non loin de Noirétable, dans la Loire, à l'approche de Clermont-Ferrand. Les 5 membres d'équipage et 54 des 63 passagers sont retrouvés morts. Une passagère blessée succombera quelques jours plus tard à l'hôpital, portant à 60 le nombre de victimes. L'avion avait entamé une descente trop tôt à un endroit où le relief est important. L'équipage a fait une erreur de positionnement par rapport à une balise NDB. Une défaillance du radiocompas serait à l'origine de cette erreur de navigation. Cette défaillance d'indication serait due à des interférences avec des éléments météorologiques, en conditions orageuses[21]. L'équipage n'a pas recoupé les informations qui leur auraient permis de détecter cette erreur d'indication ;

- Le 20 janvier 1992, un Airbus A320-111 immatriculé F-GGED en provenance de Lyon s'écrase à l'approche de Strasbourg sur le Mont Sainte-Odile, tuant 87 personnes (9 rescapés dont une hôtesse). Selon le BEA, l'hypothèse la plus probable est une erreur de programmation du pilotage automatique ce qui a amené l'avion à percuter le sol à un endroit où le relief était important.

## Actes terroristes
Le 22 mars 1974 vers 4 heures, l'explosion d'une charge de plastic a détruit une Caravelle d'Air Inter, qui stationnait sur l'aéroport de Bastia. L'attentat est revendiqué par un groupe qui se dénomme " Justizia Paolina ", du nom du patriote corse du dix-huitième siècle Pascal Paoli.
Le 6 août 1974 vers 01 heures, un Fokker 27 de la compagnie Air Inter est plastiqué sur le tarmac de l'aéroport de Quimper, un attentat attribué à l'Armée révolutionnaire bretonne,. Les dégâts sont de l'ordre de 8 millions de francs. L'avion est pratiquement inutilisable.
Le 3 septembre 1995, c'est un Airbus A300 et ses 302 passagers et membres d’équipage qui ont été détourné sur Genève reliant Palma de Majorque à Paris par un Espagnol de 33 ans protestant contre les essais nucléaires français,.

## Aérobraquage
Le 13 août 1996 un Airbus A320 d'Air Inter Europe venant de Paris-Orly se pose sans encombre avec 167 passagers à bord sur l'aéroport de Perpignan. Lorsque l'avion commence la manœuvre pour rejoindre l'aérogare, Il est ralenti en bout de piste par deux véhicules. La manœuvre est inhabituelle car aucun véhicule n'est admis dans cette zone lors de la phase délicate d'atterrissage. Deux individus cagoulés sortent avec des fusils-mitrailleurs et un des malfaiteurs effectue un tir de semonce qui vient se loger dans l'avant de l'Airbus. Un autre braqueur déroule une banderole portant une inscription en grosses lettres rouges : « Coupe tes moteurs et ouvre la soute ». Le pilote s'exécute, un autre braqueur entre dans la soute et ressort avec deux sacs en toile de convoyeur de fonds Brink's contenant des pesetas, la monnaie espagnole pour une somme équivalente à 4,4 millions de francs (environ 670 000 euros), destinés aux opérations de change des succursales perpignanaises de deux banques espagnoles, le tout en 2 minutes trente secondes. Quatre ADN sont prélevés dans les véhicules. L'enquête s'intéresse à un groupe de braqueurs nommée "Dream Team". Bien que soupçonnés, Karim Maloum, Daniel Bellanger, Michel Crutel et d'autres n'ont jamais été poursuivis en justice pour ces faits.

## Liste des présidents de la compagnie
- Édouard Catalogne : 1956-1957
- René Lemaire : 1957-1959
- Paul Hébrard : 1960-1970
- Robert Vergnaud : 1970-1982
- Marceau Long : 1982-1984
- Pierre Eelsen : 1984-1990
- Jean-Cyril Spinetta : 1990-1993
- Michel Bernard : 1993-1995
- Christian Blanc : 1995-1997